# Southern Crescent Lightning
I Southern Crescent Lightning sono stati una franchigia di pallacanestro della WBA, con sede a Peachtree City, in Georgia, attivi dal 2004 al 2005.
Disputarono le stagioni WBA 2004 e 2005. Nel 2004 vinsero il titolo battendo in finale i Jackson Rage, mentre l'anno successivo persero in semifinale con i Mississippi HardHats.

## Stagioni
| Stagione | Lega | Denominazione               | V  | P | %    | Piazzamento | Play-off   |
| -------- | ---- | --------------------------- | -- | - | ---- | ----------- | ---------- |
| 2004     | WBA  | Southern Crescent Lightning | 14 | 6 | 70,0 | 2º          | Campioni   |
| 2005     | WBA  | Southern Crescent Lightning | 16 | 8 | 66,7 | 1º          | Semifinali |